# Gnathia lacunacapitalis
Gnathia lacunacapitalis is een pissebed uit de familie Gnathiidae. De wetenschappelijke naam van de soort is voor het eerst geldig gepubliceerd in 1972 door Menzies & George.